# Jerzy Miedziałek
Jerzy Miedziałek (ur. 12 września 1951, zm. 27 marca 1996) – polski lekkoatleta, skoczek w dal i trójskoczek, halowy wicemistrz Polski, reprezentant Polski

## Kariera sportowa
Był zawodnikiem Burzy Wrocław i AZS-AWF Wrocław.
W 1974 został halowym wicemistrzem Polski seniorów w skoku w dal. Na mistrzostwach Polski seniorów na otwartym stadionie najbliżej podium był w 1972 (czwarty w trójskoku). 
W latach 1976–1978 reprezentował Polskę w czterech meczach międzypaństwowych (jedno zwycięstwo indywidualne), w tym w półfinale Pucharu Europy w 1973, gdzie zajął 6. miejsce w skoku w dal, z wynikiem 7,49.
Rekord życiowy w skoku w dal: 8,03 (21.06.1973 - jako piąty Polak w historii powyżej ośmiu metrów), w trójskoku: 16,24 (10.08.1973).